# إبراهيم الشنطي
إبراهيم يحيى الشنطي (1910م-1979م، ولد في يافا)، هو صحفي فلسطيني،  أسّس جريدة الدفاع سنة 1934م، حيث أن إبراهيم كان صاحب امتياز، لأن جريدة الدفاع وبالإضافة لصحيفة فلسطين، اعتبرتا من أهم الصحف الصادرة بالعربية في عهد الانتداب.

## مسيرته التعليمية
تلقّى إبراهيم دراسته الابتدائية في مدرسة دار العلوم، وأنهى دراسته في الجامعة الأمريكية ببيروت، ونال الإجازة في العلوم السياسية سنة 1933م، وأثناء دراسته الجامعية كان عضواً في «جمعية العروة الوثقى».

## مسيرته المهنية
بعد عودته إلى فلسطين انضم إلى أسرة تحرير جريدة الجامعة الإسلامية، وأخذ ينشر بها تحت عنوان «حديث الشباب».
بسنة 1934م أصدر جريدة الدفاع. في سنة 1936م وبسبب إعلان الإضراب العام في فلسطين، بادر إبراهيم بتأسيس الحرس الوطني، فاعتقلته سلطات الإحتلال البريطاني، وزُجَّ في سجن عوجاء الحفير في النقب.
استقر بالقاهرة بعد نكبة فلسطين بسنة 1948م، وأصدر جريدة هناك بمشاركة أسعد داغر باسم جريدة «القاهرة» سنة 1953م، واستمرّت بالصدور حتى سنة 1957م.
حيث أنه قد عاد إلى القدس، وتابع الكتابة في جريدته (الدفاع)، وعادت للصدور في القدس بسنة 1950م.
بسنة 1958م وبسبب الصراع السياسي في الأردن، غادر القدس، ثم عاد إليها، لكنه سرعان ما تركها مرة أخرى بعد العدوان بسنة 1967م وانتقل إلى عمان فتولى تحريرها صادق الشنطي إلى أن اندمجت مع صحيفة الجهاد. أصدر إبراهيم الشنطي جريدة الدفاع للمرة الثالثة في العام 1971، واستمر صدورها حتى توقّفت في صيف سنة 1974م، وتم انتخابه بسنة 1969م نقيبا للصحفيين الأردنيين.
إشتهر إبراهيم بالإضافة إلى نشاطه الصحفي، بوجدانياته التي كان ينشرها، ويتناول في شتّى الشؤون بإسلوب متميز.

## جريدة الدفاع
تعتبر جريدة الدفاع، بالإضافة إلى صحيفة فلسطين، من أهم الصحف الصادرة بالعربية في عهد الانتداب، وبفترة ليست بطويلة تحولت إلى أكثر الصحف شهرة، حيث أنها قد تغلبت على صحيفة فلسطين المرموقة، ونجحت الصحيفة بإستقطاب صحافيين مرموقين، حيث أنها اصدرت للمرة الأولى بسنة 1934م، ركز إبراهيم في جريدته على مهاجمة الإستعمار البريطاني، وإعتبره أصل البلاء الذي عانت منه فلسطين، اما الصهيونية فهي الفرع، عند أندلاع نيران الحرب العالمية الثانية، لزمت الجريدة جانب الحياد تجاه الأطراف المتحاربة، وبسبب ظروف إبراهيم وظروف بلده التي مر بها صدرت جريدة الدفاع ثلاث مرات حتى توقفت بصيف سنة 1970م.

## الجرائد التي أصدرها والتي حررها

### جرائد أصدرها[5]
- جريدة الدفاع
- جريدة القاهرة

### جرائد شارك بتحريرها[5]
- جريدة الجامعة الإسلامية